# Christina Petronella Achenbach
Christina Petronella Achenbach (* 18. Dezember 1816 in Den Haag; † 25. November 1907 ebenda) war eine niederländische Konzertsängerin.

## Leben
Christina Petronella Achenbach wurde am 18. Dezember 1816 in Den Haag geboren. Sie war die Tochter des Beamten Jan Achenbach (ca. 1785–1857) und Petronella Maria Philippina Cornelia Hespe Ondaatje (1792–nach 1857). Christina Petronella Achenbach blieb unverheiratet. Sie war die älteste Tochter einer Familie mit fünfzehn Kindern, von denen mehrere jung starben. Ihre musikalische Ausbildung erhielt sie an dem Koninklijk Conservatorium Den Haag und wurde Teil des Chores der Gesellschaft zur Förderung der Musik in Den Haag. Sie trat unter dem Künstlernamen Mejuffrouw Achenbach (dt.: Fräulein Achenbach) auf und zählte mit ihrer Altstimme zu einer der besten Konzertsängerinnen ihrer Zeit.
Sie trat zwischen 1836 und 1858 im ganzen Land auf. Als sie 20 Jahre alt war, sang sie Händel und Mozart mit großem Erfolg beim großen Musikfestival der Gesellschaft zur Förderung der Musik in Amsterdam im Jahr 1836. In Den Haag war sie bei den öffentlichen Winterübungen des Gesangvereins (1846), bei Konzerten für Künstler in Not (1848), bei Konzerten für die Armen (1849) oder für die „von der Flut Betroffenen“ (1850) zu hören. Ihre Kritiker lobten sie und beschrieben ihren Gesang mit „Ihr schöner Tonfall und bestimmte Intonationen sorgen immer für das schönste Ganze in den Solostücken des Ensembles“
Im Jahr 1848 wurde Christina Petronella Achenbach zum Ehrenmitglied der Gesellschaft zur Förderung der Musik in Den Haag ernannt. Ihr letzter Auftritt fand, soweit bekannt, im Jahr 1858 statt. Über ihre zweite Lebenshälfte ist nichts bekannt. Sie starb am 11. November 1907 im Alter von 91 Jahren in Den Haag.